# Talāvak
Talāvak (persiska: تلاوك, تَلاوُك) är en ort i Iran.   Den ligger i provinsen Mazandaran, i den norra delen av landet, 170 km öster om huvudstaden Teheran. Talāvak ligger 1 078 meter över havet och antalet invånare är 207.
Terrängen runt Talāvak är lite bergig. Runt Talāvak är det ganska tätbefolkat, med 111 invånare per kvadratkilometer. Närmaste större samhälle är Pol-e Sefīd, 17,7 km väster om Talāvak. Trakten runt Talāvak består i huvudsak av gräsmarker.